# La Pava
La Pava ou La Pave , est un hameau et une ancienne commune aujourd'hui rattaché à la commune d'Argelès-sur-Mer, dans le département français des Pyrénées-Orientales en région Occitanie.

## Toponymie
En catalan, le nom du hameau est La Pava. Ce nom est repris sur les cartes de l'IGN en français. Une autre forme acceptée en français est La Pave.
Le lieu-dit et son église sont mentionnés dans différents textes du XIIe siècle au XVe siècle sous le nom latin de Pausa, toponyme qui désignait souvent un lieu de repos sur un chemin de commerce ou de transhumance. Dans les zones montagneuses, ces lieux sont généralement situés sur des plateaux. Le nom a dérivé et apparaît à partir du XVIIe siècle sous la forme actuelle la Pava, qui provient du verbe latin pavare (« paver ») désignant lui aussi un lieu sur un chemin mais en mettant davantage l'accent sur la notion d'aménagement (lieu pavé ou, au moins, nivelé) que de pause. La Pava se situe effectivement sur un petit plateau accessible par un ancien chemin.

## Histoire
La Pava a été une paroisse jusqu'en 1738, date à laquelle elle a été incorporée à celle d'Argelès,.
Lors de la création des communes en 1790, La Pava est d'abord constituée en commune et incluse dans le canton d'Argelès puis rapidement rattachée à Argelès.

## Population et société

### Démographie ancienne
La population est exprimée en nombre de feux (f) ou d'habitants (H).
| 1358 | 1365 | 1378 | 1720 | 1730 | 1767 | 1790 |
| ---- | ---- | ---- | ---- | ---- | ---- | ---- |
| 10 f | 10 f | 7 f  | 3 f  | 4 f  | 28 H | 28 H |

## Culture locale et patrimoine

### Monuments et lieux touristiques
- Église Saint-Ferréol de la Pava, église de style préroman, ancien ermitage